# Artichaut (ferronnerie)
Pour les articles homonymes, voir Artichaut (homonymie).

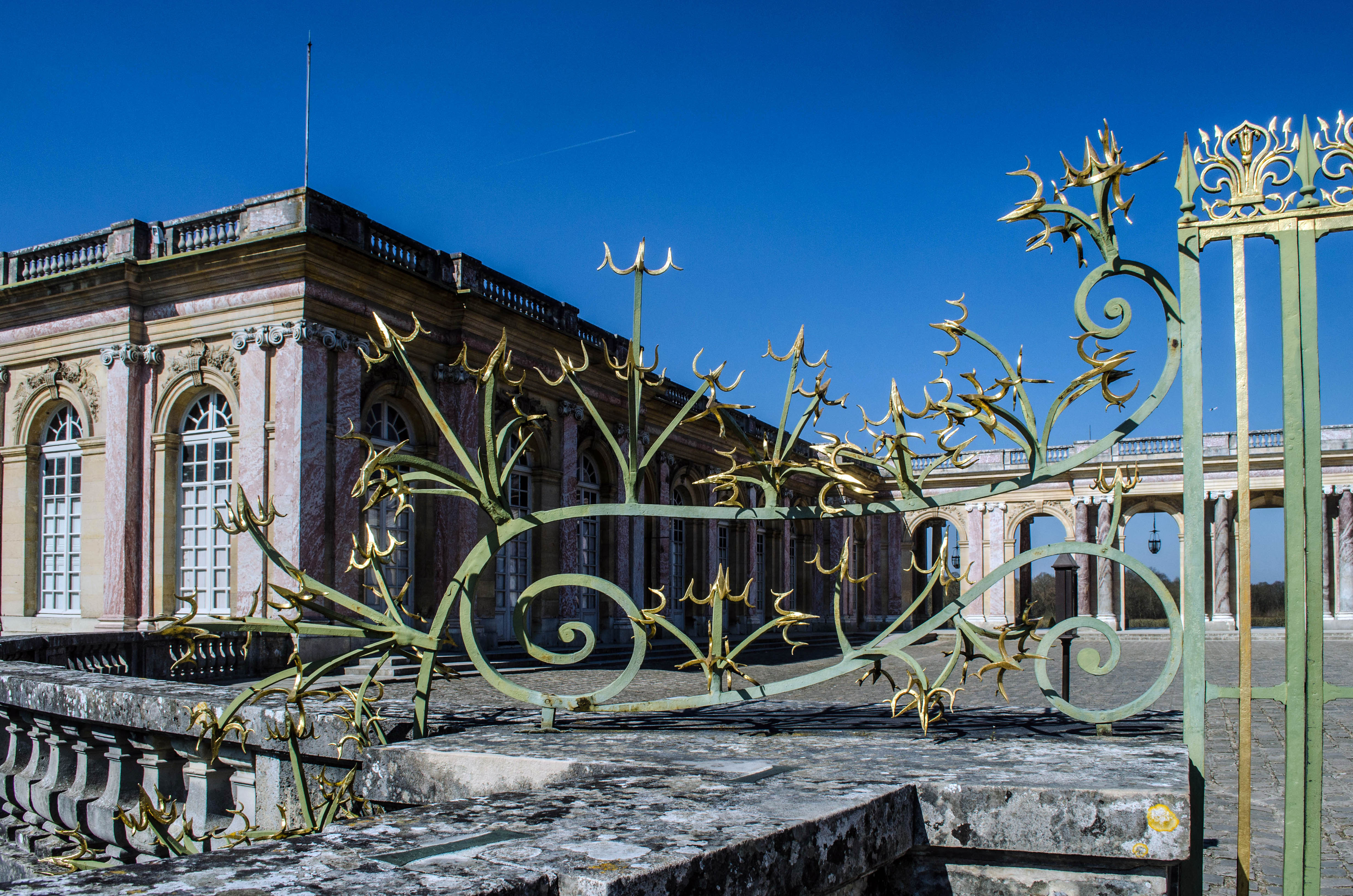
Artichaut à la grille d’entrée du Grand Trianon, à Versailles.

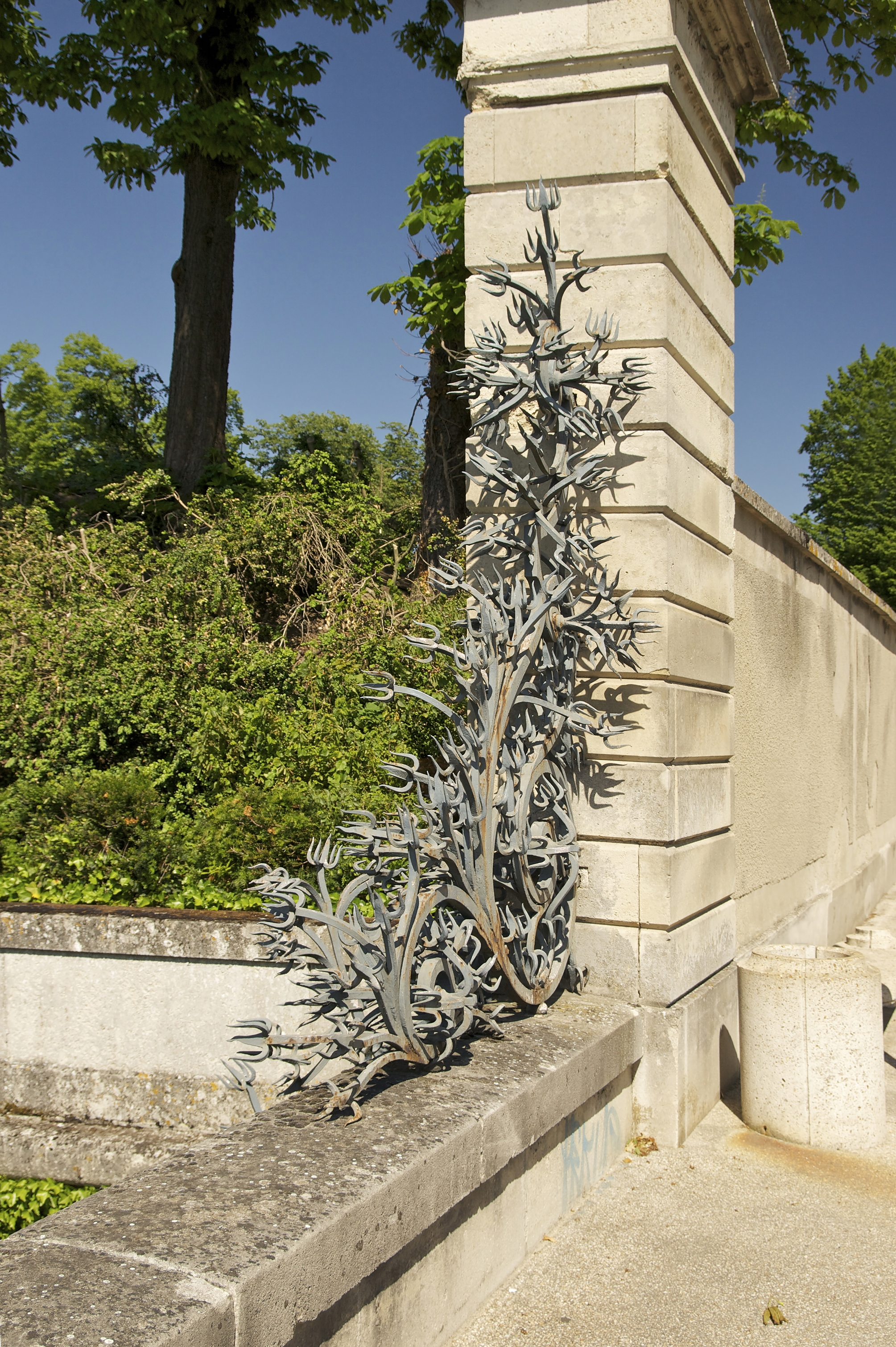
Artichaut au château de Champs-sur-Marne (Seine-et-Marne).

En architecture, et plus précisément en ferronnerie et serrurerie, un artichaut ou chardon est un élément en métal, généralement en fer forgé, destiné à interdire le passage à certains points d’une clôture, notamment en haut d’une grille et tout le long de celle-ci, ou latéralement. Il se présente sous la forme d’une succession de pointes ouvragées, ou d’une composition de ferrures hérissées de pointes, ce qui lui vaut son nom par comparaison avec la plante (artichaut, chardon). Le terme est employé à partir du XVIIIe ou du XIXe siècle.

## Formes
L’artichaut peut se présenter sous deux formes différentes, selon sa position par rapport à la grille ou au portail qu’il complète. L’artichaut est un élément décoratif et certains peuvent être des chefs-d’œuvre d’artisanat.
Placé en haut d’un mur ou d’une grille, l’artichaut est un élément qui se répète autant de fois que nécessaire pour assurer la défense de la clôture sur toute la longueur.
Placé à l’extrémité d’une grille ou d’un mur, à l’extérieur du pilier d’un portail, ou à l’emplacement d’une rupture de niveau d’une clôture, c’est alors un élément unique en forme de console, toujours hérissée de pointes plus ou moins ouvragées.

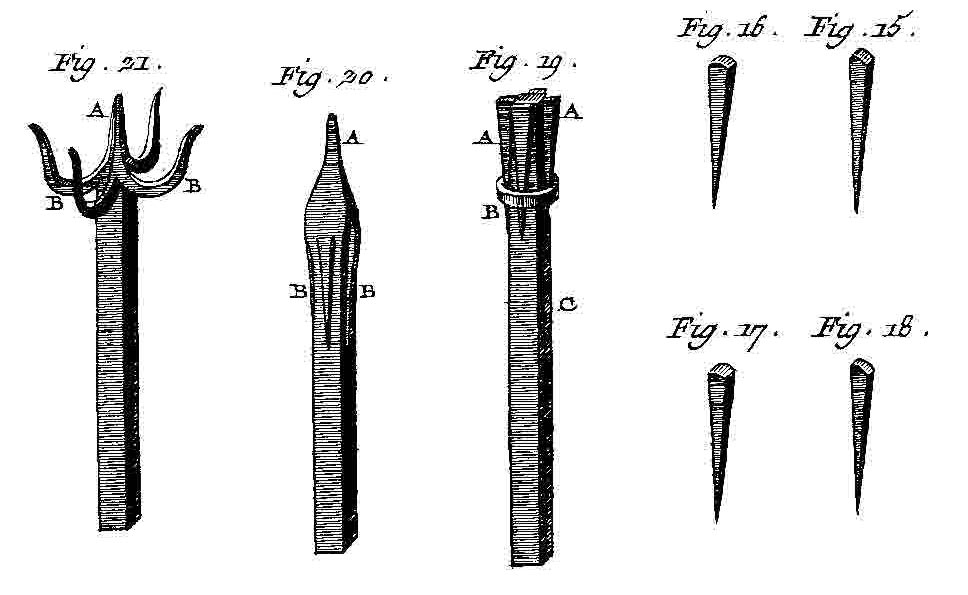
Encyclopédie, serrurerie, pl. XIII : fabrication du « chardon en artichaux ».
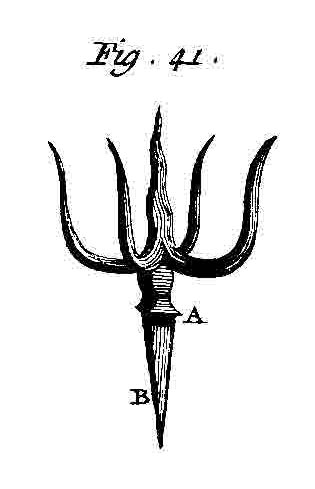
Pl. VI : « chardon & artichaux ».

## Artichauts remarquables

### Toulouse
À Toulouse, l’artichaut (ou console à chardons, ou encore araignée) de Joseph Bosc, ferronnier, est demeuré célèbre. Placé à l’extrémité des grilles qui fermaient le cours Dillon, du côté de la Garonne, il fut déposé au musée Saint-Raymond lorsque les grilles furent enlevées après les inondations de 1875. Les grilles se trouvent maintenant au jardin du Grand Rond et l’artichaut de Joseph Bosc y a été reconstitué.

### Paris
Les artichauts du palais Bourbon à Paris sont aussi célèbres : ils furent posés sur le mur de la Buvette en 1886 à l’initiative du questeur Noël Madier de Montjau, pour empêcher l’invasion du palais par le peuple, comme cela s’était produit en 1848, 1849 et 1871.

### Bordeaux
À Bordeaux, de nombreux balcons filants des façades du XVIIIe siècle sont séparés par des garde-cocus en ferronnerie.

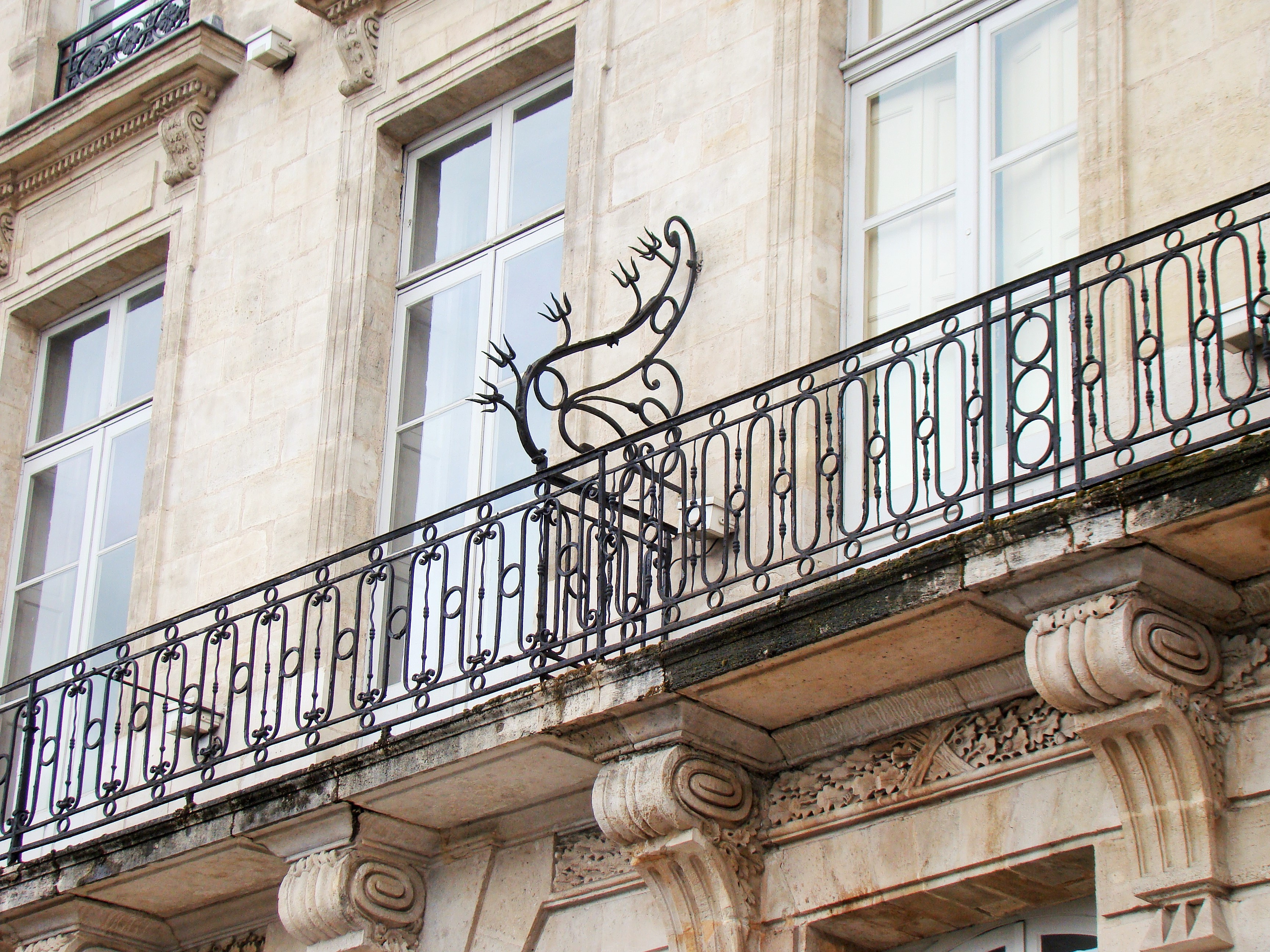
Garde-cocu de l'îlot Louis à Bordeaux.